# San Pablo Tolimán
San Pablo Tolimán är en ort i Mexiko.   Den ligger i kommunen Tolimán och delstaten Querétaro Arteaga, i den centrala delen av landet, 180 km nordväst om huvudstaden Mexico City. San Pablo Tolimán ligger 1 663 meter över havet och antalet invånare är 3 667.
Terrängen runt San Pablo Tolimán är huvudsakligen kuperad, men den allra närmaste omgivningen är platt. San Pablo Tolimán ligger nere i en dal. Runt San Pablo Tolimán är det ganska glesbefolkat, med 28 invånare per kvadratkilometer. Närmaste större samhälle är Cadereyta de Montes, 19,9 km söder om San Pablo Tolimán. Trakten runt San Pablo Tolimán består i huvudsak av gräsmarker.